# Andriejus
Andriejus ist ein litauischer männlicher Vorname. Der Vorname ist eine Form des russischen Vornamens Andrei. Die deutsche Form des Namens ist Andreas. Die weibliche Form des litauischen Vornamens ist Andrieja.

## Ableitungen
- Andriejūnas

## Namensträger
- Andriejus Stančikas (* 1961), Agrarfunktionär und Politiker,  Mitglied des Seimas